# Picture Gorge
Picture Gorge ist eine Schlucht im US-Bundesstaat Oregon.

## Lage
Die Schlucht liegt in den südwestlichen Ausläufern der Blue Mountains im Süden der Sheep Rock Unit des John Day Fossil Beds National Monument. Durch die Schlucht fließt der John Day River, daneben verläuft der U.S. Highway 26.
Am Nordende der Picture Gorge zweigt der US 26 nach links in ein Seitental ab, während der State Highway OR 19 dem Fluss bei seinem weiteren Verlauf durch die Sheep Rock Unit folgt.

## Geologie
Vor etwa 16 Millionen Jahren kam es zu mehreren breitflächigen Lavaergüssen aus Erdspalten im Nordwesten Amerikas. Es wird von etwa 60 Ausbrüchen mit einem mittleren Zeitabstand von 15.000 Jahren ausgegangen. Diese Lavaströme erstarrten zu aufeinanderliegenden Lagen von Flutbasalt, von denen einige eine Dicke von bis zu 15 Metern erreichen. In den Zeiten zwischen Ausbrüchen haben sich Paläoboden-Schichten gebildet, die zwischen den Lavaschichten liegen. Die Gesamtdicke der Lavadecke im Bereich der Picture Gorge beträgt etwa 400 Meter.
Durch diese Lavaschichten hat sich der John Day River einen Weg nach Norden gebahnt und so die Picture Gorge gebildet. Im Bereich dieser Schlucht liegen 17 Basaltschichten frei. Nach ihrer Typlokalität in der Picture Gorge wird diese Basaltformation auch als Picture-Gorge-Basalt bezeichnet. Die Picture-Gorge-Basalte sind eine Untergruppe der Columbia-Plateaubasalte. Die Basaltschichten bilden treppenförmige Talhänge für das V-förmige Kerbtal. Am Südende der Schlucht sind die Talhänge besonders steil und bilden nahezu senkrechte Felswände. 

## Felsmalereien

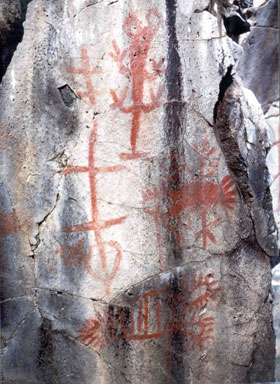
Felsmalereien in der Picture Gorge

An mehreren Stellen der Picture Gorge befinden sich an den Felswänden Felsmalereien der indianischen Urbevölkerung. Sie sind mit roter Farbe auf den Grund gemalt. Nach Don Henn gibt es in der Picture Gorge die höchste Konzentration dieser Art von Felskunst in Oregon.